# Nikolaus Glowna
Nikolaus Glowna (* 1961 in München) ist ein deutscher Filmmusik-Komponist.

## Leben
Glowna stammt aus der Beziehung der Schauspieler Vera Tschechowa und Hartmut Reck. Nachdem Tschechowa 1967 ihren Kollegen Vadim Glowna geheiratet hatte, adoptierte dieser Nikolaus. Zwischen 1980 und 1986 studierte er am Berklee College of Music in Boston Komposition und Arrangement sowie am Boston Conservatory Dirigieren. Dort nahm er an Workshops mit Jerry Goldsmith und John Williams teil.
Seit seinem Studienabschluss zeichnet Glowna als Filmmusik-Komponist zahlreicher Kinofilme, Fernsehfilme und -serien verantwortlich, für die er mehrere Auszeichnungen erhielt.
Er ist als Gastdozent an der Filmakademie Ludwigsburg und in der Sommerakademie der Universität Mainz tätig.

## Filmografie  (Auswahl)
- 1990: Der schönste Busen der Welt
- 1995: Der Sandmann
- 1998: Bella Block: Auf der Jagd
- 1998: Solo für Klarinette
- 2000: Deutschlandspiel
- 2003: Eine Liebe in Afrika
- 2004: Mord am Meer
- 2005: Liebe nach dem Tod (Fernsehfilm)
- 2005: Die letzte Schlacht
- 2006: Stolberg
- 2006: Das Haus der schlafenden Schönen
- 2006: Unter anderen Umständen
- 2007: Unter anderen Umständen – Bis dass der Tod euch scheidet
- 2008: Unter anderen Umständen – Böse Mädchen
- 2008: Rosa Roth – Der Fall des Jochen B.
- 2010–2015: Der Staatsanwalt (11 Folgen)
- 2009: Vulkan
- 2010: Kommissar Stolberg – Eine Frage der Ehre und Schrei nach Liebe
- 2010: C.I.S. – Chaoten im Sondereinsatz
- 2010: Einsatz in Hamburg – Rot wie der Tod
- 2011: Der Verdacht
- 2011: Restrisiko
- 2012–2013: Die Chefin (8 Folgen)
- 2012–2014: Alles Klara (32 Folgen)
- 2013: Tod einer Polizistin
- 2013: Mephisto-Effekt
- 2014: Helen Dorn – Das dritte Mädchen
- 2014: Unter anderen Umständen – Falsche Liebe
- 2014: Helen Dorn – Unter Kontrolle
- 2014: Ein starkes Team: Der Freitagsmann
- 2015: Unter anderen Umständen – Das verschwundene Kind
- 2015: Ein starkes Team: Tödliche Verführung
- 2017: Brandnächte
- 2018: Matula – Tod auf Mallorca
- 2019: Väter allein zu Haus: Gerd
- 2019: Väter allein zu Haus: Mark
- 2020: Das Verhör in der Nacht (Fernsehfilm)

## Auszeichnungen
- 1992: Rolf-Hans Müller Preis für Filmmusik für die Musik zum Fernsehfilm Ein anderer Liebhaber
- 1999: Deutscher Fernsehpreis für die Musik zur Bella-Block-Folge Auf der Jagd